# Prionurus chrysurus
Prionurus chrysurus är en fiskart som beskrevs av Randall 2001. Prionurus chrysurus ingår i släktet Prionurus och familjen Acanthuridae. IUCN kategoriserar arten globalt som otillräckligt studerad. Inga underarter finns listade i Catalogue of Life.